# Polystichum minimum
Polystichum minimum är en träjonväxtart som först beskrevs av Yin Tang Hsieh, och fick sitt nu gällande namn av Li Bing Zhang. Polystichum minimum ingår i släktet Polystichum och familjen Dryopteridaceae. Inga underarter finns listade.